# Lijst van musea in Denemarken
Hieronder volgt een (incomplete) lijst van musea in Denemarken, gesorteerd op vestigingsplaats.

## Aalborg
- Gråbrødrekloster Museet, voormalig klooster
- KUNSTEN Museum of Modern Art, Deense en internationale kunst uit de 20e en 21e eeuw

## Aarhus en omgeving
- ARoS Aarhus Kunstmuseum, grote kunstcollectie uit de 18e tot en met de 21e eeuw
- Den Gamle By, openluchtmuseum
- Moesgård Museum in Højbjerg, archeologische en etnografische objecten

## Bornholm
- Bornholms Kunstmuseum bij de Helligdomsklipperne, kunst van Bornholm
- Bornholms middelaldercenter in Østerlars, openluchtmuseum
- Bornholms Museum in Rønne en Gudhjem, geschiedenis van Bornholm
- NaturBornholm in Aakirkeby, natuurhistorisch museum
- Oluf Høst Museet in Gudhjem, gewijd aan kunstschilder Oluf Høst

## Esbjerg
- Fiskeri- og Søfartsmuseet, visserij- en scheepvaartmuseum

## Helsingør
- Danmarks Tekniske Museum, gewijd aan techniek
- M/S Museet for Søfart, maritiem museum

## Horsens
- Horsens Museum, cultuurhistorie
- Horsens Kunstmuseum, Deense beeldende kunst
- Horsens Fængselsmuseet, misdaad- en gevangenismuseum
- Industrimuseet, geschiedenis van de industriële bedrijvigheid

## Kolding
- Trapholt Museum for Moderne Kunst, 20e- en 21-eeuwse kunst

## Kopenhagen (stad)
- Bakkehusmuseet in Frederiksberg, 19e-eeuwse interieurs, cultuurgeschiedenis van de Deense Gouden Eeuw
- Kunsthal Charlottenborg voor tentoonstellingen van de Koninklijke Deense Kunstacademie
- Cisternerne in Frederiksberg, moderne kunst, deels ondergronds
- Dansk Jødisk Museum, Joodse geschiedenis in Denemarken
- Davids Samling, Islamitische kunst
- Designmuseum Danmark, vormgeving en toegepaste kunst
- Enigma - Museum for Post, Tele og Kommunikation, museum voor post en telecommunicatie
- Den Frie Udstilling, kunsthal voor tentoonstellingen
- Geologisk Museum, natuurmuseum (onderdeel van Statens Naturhistoriske Museum)
- Guinness Book of Records Museum
- Hirschsprungske Samling, 19e-eeuwse Deense schilderkunst
- Krigsmuseet, oorlogsmuseum
- Københavns Museum, geschiedenis van de stad
- Musikmuseet, muziekinstrumenten
- Nationalmuseet (Nationaal Museum), grote cultuurhistorische collectie[2]
- Ny Carlsberg Glyptotek, onder meer beeldhouwkunst
- Ripley's Believe It or Not!
- Museum Rosenborg Slot, collectie Deens Koningshuis, waaronder kroonjuwelen
- Statens Museum for Kunst, grote collectie beeldende kunst uit alle perioden
- Thorvaldsens Museum, gewijd aan beeldhouwer Bertel Thorvaldsen
- Zoologisk Museum, natuurhistorie (onderdeel van Statens Naturhistoriske Museum)

## Kopenhagen (omgeving)
- ARKEN in Ishøj, moderne kunst
- Frilandsmuseet in Kongens Lyngby, openluchtmuseum
- Heerup Museum in Rødovre, gewijd aan beeldend kunstenaar Henry Heerup
- Karen Blixen Museum in Rungstedlund (Hørsholm), gewijd aan schrijfster Karen Blixen
- Louisiana Museum of Modern Art in Humlebæk, moderne kunst[1]
- Det Nationalhistoriske Museum Frederiksborg Slot in Hillerød, geschiedenis van Denemarken
- Ordrupgaard in Charlottenlund (Gentofte), Deense en Franse schilderkunst van rond 1900
- Øregaard Museum in Hellerup (Gentofte), Deense schilderkunst gericht op Kopenhagen en omstreken
- Sophienholm in Kongens Lyngby, kunsthal voor tentoonstellingen

## Lolland
- Fuglsang Kunstmuseum in Toreby (Guldborgsund), kunst uit Denemarken
- Middelaldercentret in Sundby (Guldborgsund), openluchtmuseum

## Nørre Nebel
- Nymindegab Museum, lokale historie en kunst

## Odense
- H.C. Andersens Hus, gewijd aan schrijver Hans Christian Andersen
- Kunstmuseum Brandts, schilderkunst, constructivistische kunst, fotografie[3]
- Carl Nielsen Museet, gewijd aan componist Carl Nielsen
- Den Fynske Landsby, openluchtmuseum
- TID - Museum for Odense, cultuurhistorisch museum
- Danmarks Jernbanemuseum, spoorwegmuseum

## Randers
- Memphis Mansion, gewijd aan rocklegende Elvis Presley
- Randers Kunstmuseum, grote collectie 19e- en 20e-eeuwse schilderkunst

## Ringkøbing en omgeving
- Ringkøbing-Skjern Museum, bestaande uit diverse musea

## Ringsted
- Trammuseum Skjoldenæsholm bij Ringsted

## Roskilde
- Museum Ragnarock, gewijd aan rock- en popmuziek
- Vikingeskibsmuseet, nationaal scheepvaartmuseum

## Silkeborg
- Museum Silkeborg, bestaande uit drie musea:
  - Hovedgården, archeologische vondsten en cultuurhistorische voorwerpen
  - Papirmuseet, gewijd aan de geschiedenis van de papierindustrie
  - Blicheregnen, gewijd aan schrijver Steen Steensen Blicher
- Museum Jorn, gewijd aan kunstschilder Asger Jorn en CoBrA

## Skagen
- Skagens Museum, werk van de Skagenschilders

## Slagelse
- Trelleborg, archeologisch openluchtmuseum

## Tønder
- Museum Sønderjylland – Kulturhistorie Tønder, vormgeving van onder anderen Hans Wegner

## Vejle
- Vejle Kunstmuseum, prentkunst, kunst uit de Deense Gouden Eeuw en moderne kunst

## Vesthimmerland

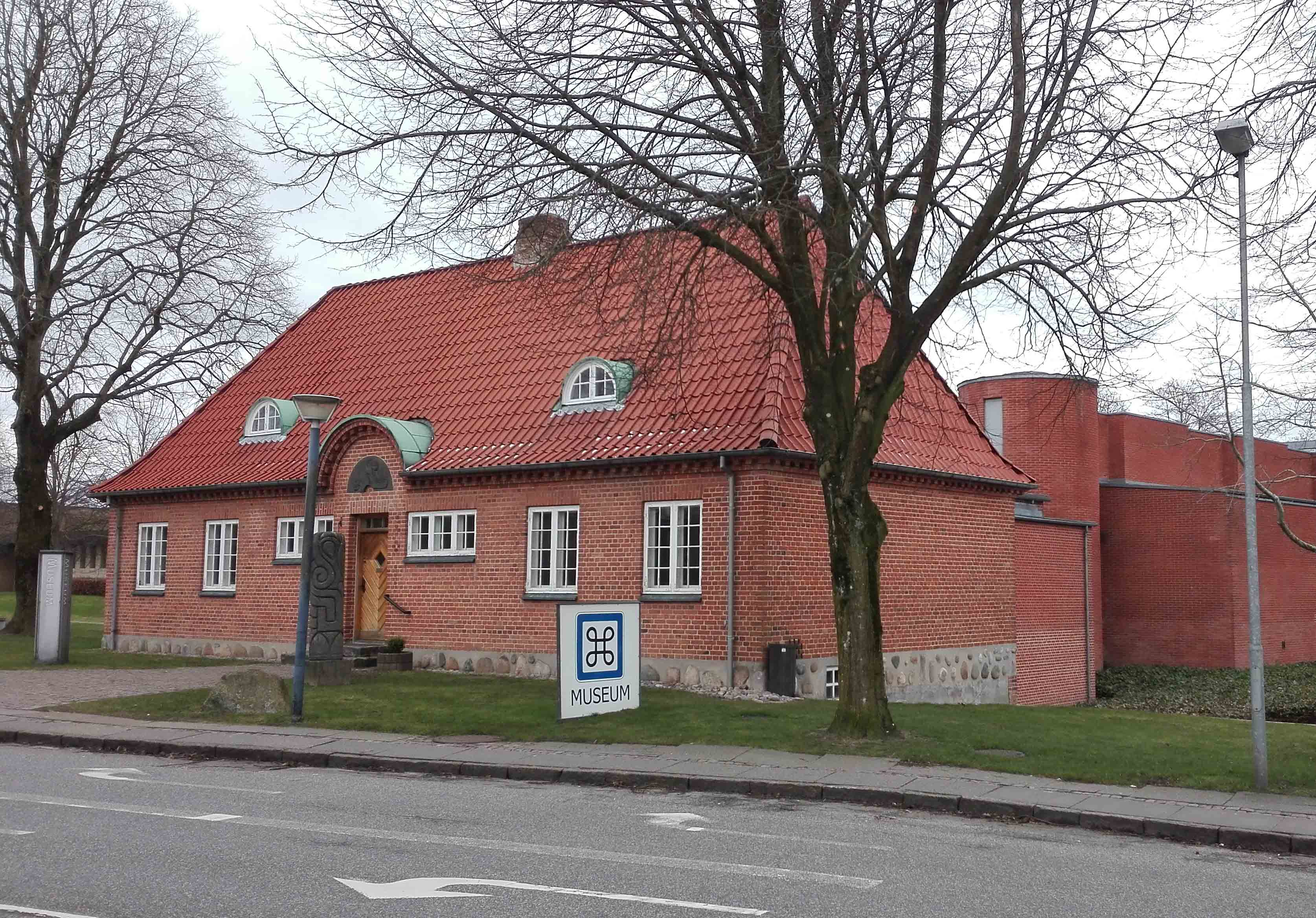
Museumscenter Aars

- Museumscenter Aars in Aars, gewijd aan cultuurhistorie en kunsthistorie
- Dansk Nutidsmuseum in Aars, gewijd aan de laatste 100 jaar
- Johannes V. Jensen & Thit Jensen Museet in Farsø.
- Stenaldercenter Ertebølle in Ertebølle.

## Vikingmusea
- Museet Ribes Vikinger in Ribe[4]
- Ribe VikingeCenter in Ribe[5]

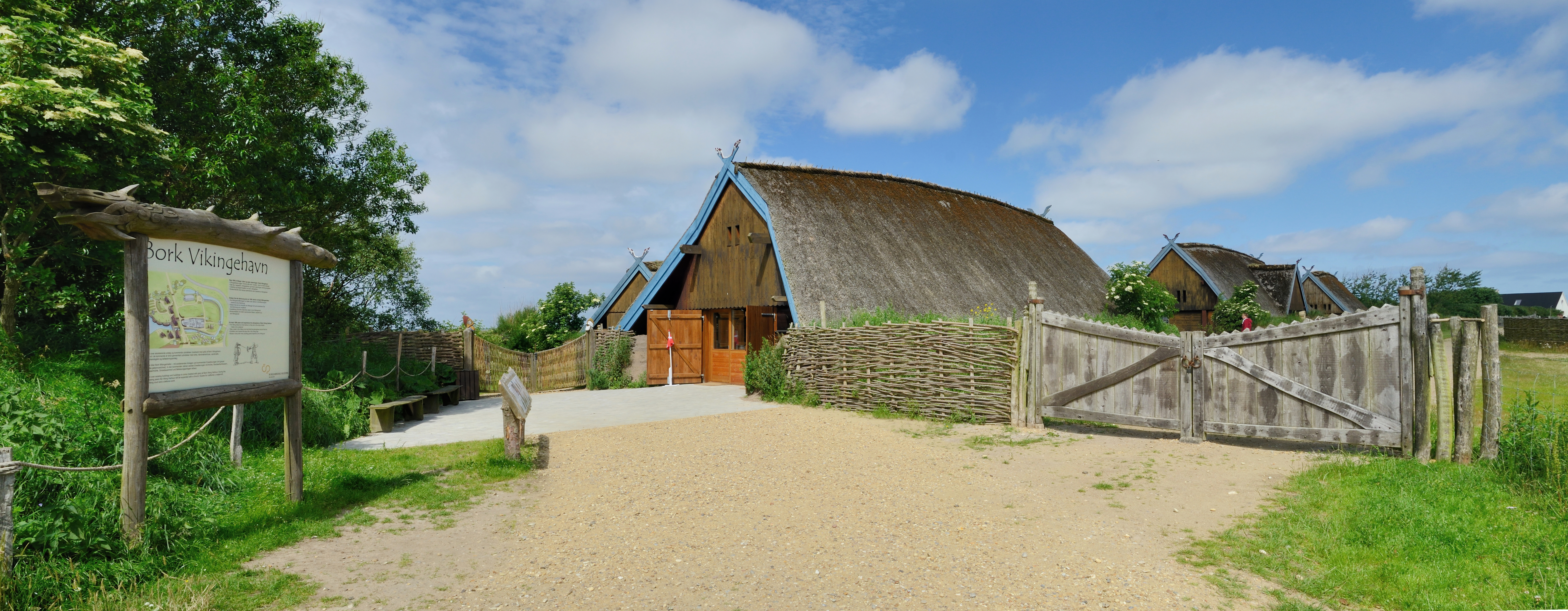
Bork Vikingehavn, Ringkøbing-Skjern

- Bork Vikingehavn in Bork Havn, onderdeel van het Ringkøbing-Skjern Museum
- Vikingemuseet Ladby in Kerteminde (Funen)
- Tissø Vikingecenter in Store Fuglede
- Museum Trelleborg[6]
- Vikingemuseet Fyrkat[6]
- Vikingemuseet Lindholm Høje
- Kongernes Jelling in Jelling
- Sagnlandet Lejre in Lejre
- Lejre Museum in Lejre
- Vikingschipmuseum in Roskilde met de Skuldelevschepen
- Museet Ribes Vikinger in Ribe
- Vikingemuseet Aarhus in Aarhus
- Museum Trelleborg  (UNESCO Werelderfgoed Ringwalburchten uit de Vikingtijd)
- Vikingemuseet Fyrkat (UNESCO Werelderfgoed Ringwalburchten uit de Vikingtijd)
- Vikingemuseet Lindholm Høje
- Tissø Vikingecenter in Store Fuglede